# Sinfonía india

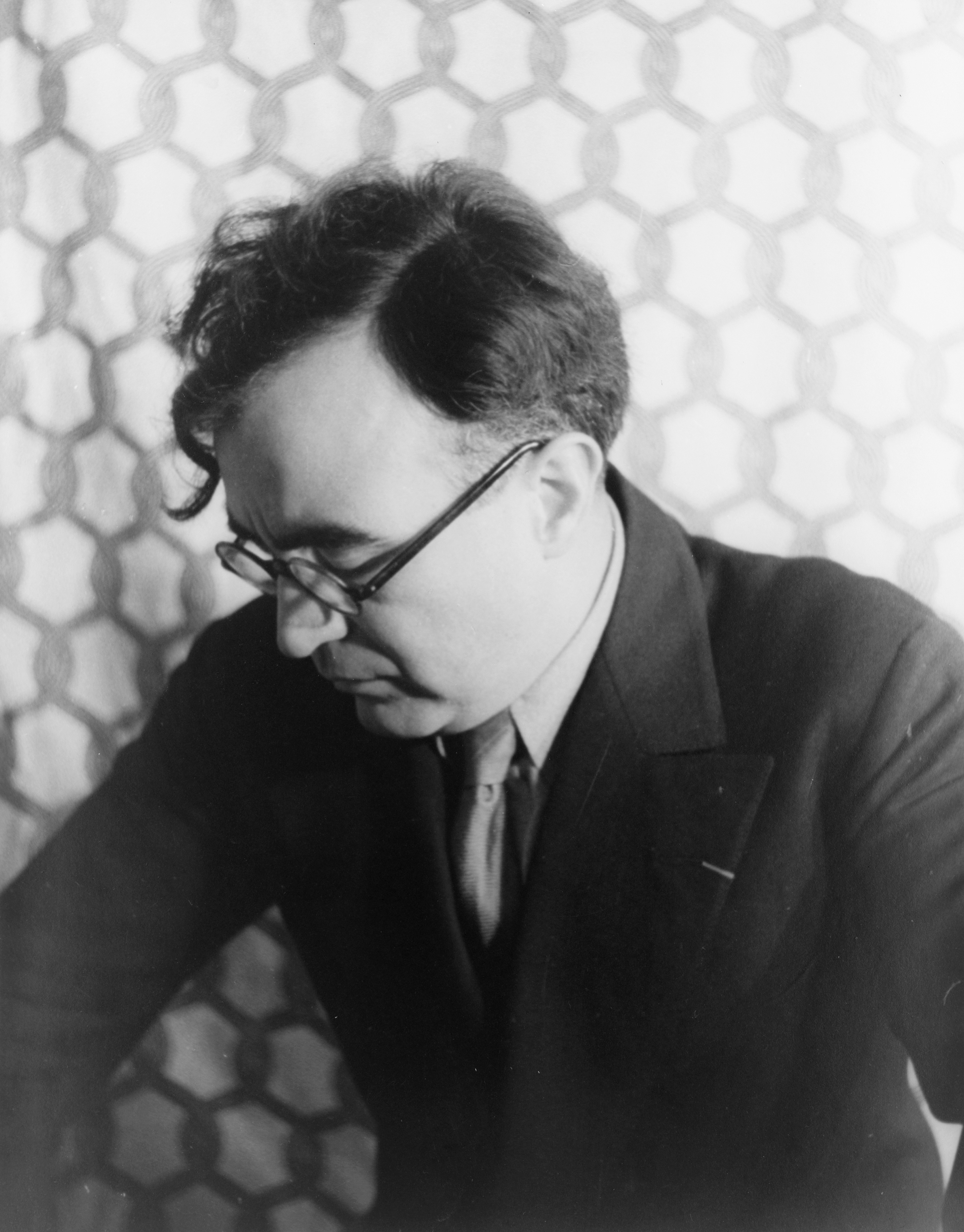
Chávez en 1937, retratado por Carl van Vechten.

La Sinfonía india fue compuesta por Carlos Chávez entre 1935 y 1936. Se trata de la segunda sinfonía escrita por el compositor mexicano, que es su obra más popular.

## Historia

### Composición
La composición se desarrolló desde diciembre de 1935, durante la primera gira del maestro mexicano como director por Estados Unidos, hasta principios de 1936. Fue elaborada inmediatamente después de su Sinfonía de Antígona. El título hace alusión al hecho de que el material temático consta de tres melodías provenientes de tribus nativas americanas del norte de México.

### Estreno y publicación
El estreno se celebró el 23 de enero de 1936 a través de la radio en la emisora CBS en Nueva York con una interpretación de la Orquesta Sinfónica Columbia dirigida por el propio compositor. La primera interpretación en vivo tuvo lugar el 10 de abril de 1936 fue llevada a cabo por la Orquesta Sinfónica de Boston también bajo la batuta del compositor. El estreno mexicano llegó el 31 de julio de 1936 en la Ciudad de México.
En 1971 G. Schirmer, el editor de la obra, publicó un arreglo para banda de viento realizada por Frank Erickson. Aunque Chávez no había autorizado esta versión, la condujo él mismo en interpretaciones, aunque con algunas revisiones propias.

## Instrumentación

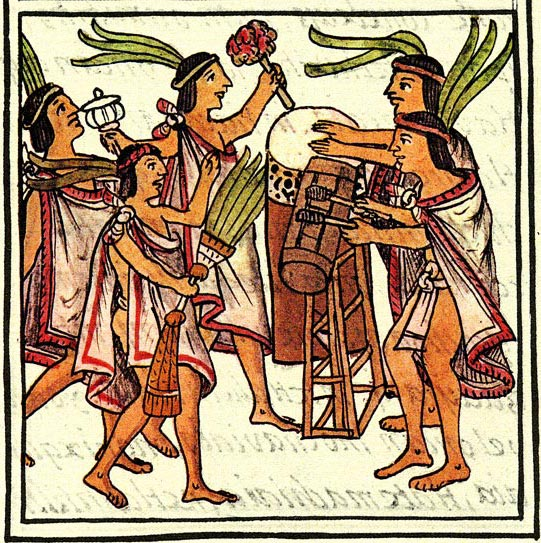
Músicos aztecas tocando teponaztli (primer plano) y huéhuetl, ambos presentes en la obra.

La partitura está escrita para una orquesta formada por:
- Viento madera: 2 flautines (el 2º intercambiable con una tercera flauta), 2 flautas, 3 oboes, 1 clarinete en mi bemol, 2 clarinetes en si bemol, 1 clarinete bajo en si bemol, 3 fagotes.
- Viento metal: 4 trompas, 2 trompetas, 2 trombones.
- Percusión: timbales y 4 percusionistas.
- Cuerda: 1 arpa y una sección de cuerdas con violines I y II, violas, violonchelos y contrabajos.

La sección de percusión incluía originalmente una gran cantidad de instrumentos indígenas mexicanos, por ejemplo la jícara de agua (mitad de una calabaza invertida y parcialmente sumergida en una palangana de agua, golpeada con palos), güiro, cascabeles (sonajero de bolitas), tenabari (una hilera de capullos de mariposa), un par de teponaxtles, tlapanhuéhuetl y grijutian (hilera de pezuñas de venado). Cuando se publicó la partitura, el compositor sustituyó estos instrumentos por sus equivalentes más cercanos en la percusión orquestal de uso común, pero solicitó que se usaran los originales siempre que fuera posible.

## Estrutura y análisis
La sinfonía consta de un único movimiento. La interpretación de esta obra dura aproximadamente entre 10 y 15 minutos. Aunque solo cuenta con un movimiento, la obra se basa en tres melodías indígenas que conforman secciones siguiendo la tradicional estructura de una sinfonía en tres movimientos. Dichas secciones se interpretan sin interrupción entre ellas.  Los tres temas principales provienen de melodías de los siguientes pueblos indígenas:
- El pueblo huichol o cora de Nayarit: el primer tema, que comienza en el número de ensayo 9.
- El pueblo yaqui de Sonora: los temas segundo y tercero, que empiezan en el número de ensayo 27 y 43, respectivamente.
- El pueblo seri de la isla Tiburón en Baja California: el tema final, a partir del número de ensayo 88.

Estos temas principales se complementan con temas secundarios, algunos de los cuales también son citas del folclore musical mexicano. El tercer tema asume la función de un movimiento lento. Este tercer tema lento (que comienza en el número de ensayo 43 de la partitura) está respaldado por una austera sucesión de acordes construidos a partir de cuartas.
Tema de introducción A
No se admite la reproducción de audio en este navegador. Se puede descargar el archivo de audio.
Tema de introducción B (trompeta)
No se admite la reproducción de audio en este navegador. Se puede descargar el archivo de audio.
Tema de introducción C
No se admite la reproducción de audio en este navegador. Se puede descargar el archivo de audio.
Primer tema (oboes, primeros violines)
No se admite la reproducción de audio en este navegador. Se puede descargar el archivo de audio.
Segundo tema (clarinete solo en mi♭, clarinetes en si♭, tambor tenor)
No se admite la reproducción de audio en este navegador. Se puede descargar el archivo de audio.
Tercer tema (lento) (corno francés y flauta, sobre trompetas y trombón silenciados)
No se admite la reproducción de audio en este navegador. Se puede descargar el archivo de audio.
Tema final (clarinete en mi♭, trompeta silenciada y güiro)
No se admite la reproducción de audio en este navegador. Se puede descargar el archivo de audio.

## Recepción de la obra
Esta sinfonía se ha vuelto inmensamente popular y, por tanto, la fuente principal de la identidad del compositor con el público, comparable a este respecto con la Quinta Sinfonía de Beethoven y el  Bolero de Ravel.

## Discografía selecta
En orden cronológico de grabación.